# HT-01A

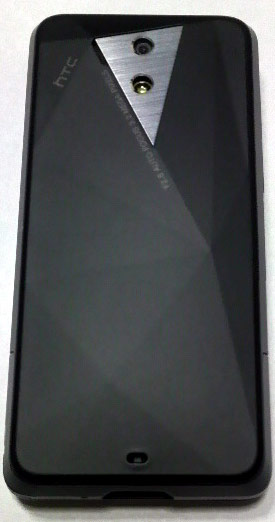
マットコート、ダイヤモンドカットの背面

docomo PRO series HT-01A（ドコモ プロ シリーズ エイチティー ゼロ いち エー）は、HTCによって開発された、NTTドコモの第三世代携帯電話（FOMA）端末製品である。HTC Touch Proのドコモ向けモデル。docomo PRO seriesの端末。

## 概要
日本国外のHTC端末HTC Touch Proのドコモ向けにカスタマイズされた端末。事実上hTc Zの後継端末。引き出し式のQWERTY配列のキーボードを有しており文字の入力に適している。おさいふケータイや赤外線通信には対応していない。
- 国際ローミング（WORLD WING）やBluetoothに対応しており、海外での通話、メール、SMS、Webブラウジング。
- HT1100やF1100と同様に個人で購入可能なスマートフォンである。
- 加速度センサを内蔵しており、端末を縦横と傾けると、画面がそれにあわせて、横画面から縦画面へと自動的に変化する。
- GPSや無線LAN（IEEE 802.11b/g）、FOMAハイスピード（最大7.2Mbps）にも対応しており通信機能が豊富である。
- 画面サイズは、2.8インチで、640×480ドットVGAを採用しており、スライド式のQWERTYキーボードを採用している。その他に文字入力に関しては、画面上でのQWERTYタッチ入力、ひらがな入力、10キー入力、手書き入力も可能である。
- 付属のタッチペンによる操作の他にタッチパネルで指を3Dキューブ状のメニューを回転させて直感的な操作可能な独自の「TouchFLO」を採用、さらに待ち受け画面にて指で天気予報やメール、電話帳を戸惑うことなく操作できる独自の「TouchFLO3D」を搭載している。アプリケーションレベルにおいては、OperaブラウザやGoogle Mapsなどが対応しており、画面の拡大・縮小、スクロールなど直感的に操作ができる。
- メインカメラの性能はCMOS約320万画素のAFを搭載し、サブカメラはCMOSの約30万画素を搭載している。動画、静止画（パノラマ、フラッシュ、セルフタイマー等）の撮影が可能である。
- 外部メモリに関してNTTドコモでは、2GBまでのmicroSDと8GBまでのmicroSDHCにも対応している。それ以上の容量のmicroSDの利用に関しては自己責任となる。
- また、HT1100やF1100と同様Excel、Word、PowerpointなどのMicrosoft Office系のファイルやPDF形式のファイルを閲覧、編集することが可能である。
- 端末での通信に関しては、iモードには対応せず、パケ・ホーダイ及びパケ・ホーダイフルの利用はできない。 その代りに、Biz・ホーダイダブルを利用することにより定額通信が可能である。またHT-01Aに適したポータルが用意されており、主にgooのウィジェット、ニュース、googleの検索サイト、BBソフトダイレクトなどとリンクをしている。
- 定額データプランに対応しており、インターネット共有機能（PC接続での通信）でも定額パケット通信が利用可能となった。

## メール・メッセンジャー
HT-01Aの通常のメーラーではプロバイダメールを使用することが出来る。iモードメールを利用するためにはiモード.netモバイルモードを使ったWebメールでの利用となる。

### プッシュ型電子メール
HT-01Aは、2種類のリアルタイム着信をするプッシュ型電子メールを利用することができる。メールが着信すると、着信音やバイブレーションで着信がわかり、未読がある場合、LEDが白く点灯する。
mopera U
1つがNTTドコモが提供している、ISPサービスであるmopera Uを利用したプッシュ型電子メールとなる。HT-01Aの接続用ISPとしてmopera Uのスタンダードプランを契約すると利用することが可能で、@mopera.netのドメインのメールアドレスとなる。HT-01Aにはmopera U自動設定アプリが内蔵されており、簡単に設定することができる。
Windows Live
もうひとつのプッシュ型電子メールはHotmailやWindows Live メールである。HT-01AにはWindows Liveサービスのアプリケーションがプリインストールされており、そのアプリケーションひとつとして、hotmail.comやlive.jpの設定ができ、リアルタイムでプッシュで電子メールを受信することができる。

### その他メール
POPメール、Webメール
Windows Liveやmoperaだけでなく、POP、IMAPのプロバイダメールや、GmailやYahoo!メールなどを使用し、送受信することが可能である。メーラーには複数のメールアカウントを登録することができ、ビジネス、プライベートと分けて使うことが出来る。タイマー式のポーリング型受信になるが、5分、15分、30分、1時間と設定した時間に合わせ端末がメールサーバを確認しにいき、メールが着信すると、着信音等で通知される疑似PUSH受信が可能となる。手動での受信も可能である。
ビジネス利用
ビジネス向けではExchange ServerのDirect Push機能を利用したMicrosoft ActiveSyncやビジネスmoperaアクセスProまたはVPNの機能を使い、Exchange ServerのメールやスケジューラのPush同期を行えるほか、端末の遠隔操作、リモートワイプなどが可能となる。VPNはIPSec、L2TP、PPTPの他、SSL-VPNもサポートしている。

### メッセンジャー
Windows Liveサービスのひとつとして、Windows Live Messengerといったインスタントメッセンジャーも内蔵されており、利用が可能である。メッセンジャーが着信すると、着信音やバイブレーションで、メッセージの着信を知らせてくれる。その他にskypeも利用可能となっている。

## 主な対応サービス
| 主な対応サービス                                            | 主な対応サービス                    | 主な対応サービス                | 主な対応サービス                            |
| ----------------------------------------------------------- | ----------------------------------- | ------------------------------- | ------------------------------------------- |
| DCMX／おサイフケータイ                                      | うた・ホーダイ                      | 着うたフル／着うた              | デジタルオーディオプレーヤー(WMA)(AAC)(MP3) |
| 直感ゲーム／メガiアプリ加速度センサーを利用したゲーム等は有 | Music&Videoチャネル／ビデオクリップ | GSM／3Gローミング（WORLD WING） | プッシュトーク                              |
| FOMAハイスピード7.2Mbps                                     | GPS／ケータイお探し                 | デコメール／デコメ絵文字        | iチャネル                                   |
| 着もじ                                                      | テレビ電話／キャラ電                | 電話帳お預かりサービス          | フルブラウザ                                |
| おまかせロック／バイオ認証                                  | 外部メモリーへiモードコンテンツ移行 | トルカ                          | iC通信／iCお引越しサービス                  |
| きせかえツール／マチキャラ                                  | バーコードリーダ／名刺リーダ        | 2in1                            | エリアメール                                |

## ソフトウェア
ソフトウェアは内蔵のアプリの他、様々なサイトで公開されている。ダウンロードサイトにアクセスし、インストールすることも可能だが、PCでアプリをダウンロードし、Microsoft ActiveSyncを使い、USB経由でHT-01Aへインストールすることも可能である。

### ActiveSync
同梱されているMicrosoft ActiveSyncはVer4.5である。これはアプリケーションのインストールのほかに、PC上のMicrosoft OutlookとHT-01AのPIM（メール、予定表、連絡先、仕事）との同期ができる。企業利用であれば、Microsoft Exchange Serverとのリモートでの同期が図れる。その他に、音楽、動画、WordやExcelなどのファイルのPCとの共有などができる。

### 主なアプリケーション
- ブラウザ：ポケットInternet Explorer、Opera Mobile
- PIM：WindowsMobileOutlook（連絡先、予定、仕事）、World Card Mobile（名刺読み取りソフト）
- OfficeMobile ： WordMobile、ExcelMobile、PowerPointMobile
- GPS ：（Google Maps「ストリートビュー可能」、ナビタイム等）
- ゲーム：（加速度センサを利用した直感ゲーム等）
- Mail、Messenger：Windows Live Messenger　Windows Live メール　Outlookメール　Gmail等
- 音楽、動画 :、YouTube、Windows Media、オーディオブースター、FMラジオ
- 通信：mopera U 接続ソフト　Mzone（moperaU公衆無線LAN）自動ログイン機能
- 電卓　世界時計
- その他 ：天気予報アプリ、辞書ウォーカー、ActiveSync、Adobe Reader LE、Bluetooth Explorer、ボイスレコーダー、ZIP、ストリーミングメディア、タスクマネージャ、伝言メモ、MP3 Trimmer、RSS・Hub、クイックGPS、ボイス短縮ダイヤル、SIMマネージャ、リモートデスクトップ、手書きメモ、等

## 歴史
- 2008年8月25日 - 電気通信端末機器審査協会（JATE）通過。
- 2008年9月12日 - 連邦通信委員会（FCC）通過。
- 2008年9月18日 - HTC Nipponが開発を発表。
- 2008年XX月XX日 - 技術基準適合証明（Bluetooth）通過。
- 2008年11月5日 - F-01A・F-02A・F-03A・F-04A・N-01A・N-02A・N-03A・N-04A・P-01A・P-02A・P-03A・P-04A・P-05A・SH-01A・SH-02A・SH-03A・SH-04A・L-01A・HT-01A・HT-02A・Nokia E71・BlackBerry Boldの開発を発表。
- 2008年11月28日 - 発売開始。